# Чунский
Чунский — рабочий посёлок, административный центр Чунского района Иркутской области России.

## География
Расположен у реки Чуны (Уды), в 816 км к северо-западу от Иркутска.

## История
Населённый пункт основан в 1947 году. Статус посёлка городского типа — с 1955 года.
15 сентября 2024 года, в честь празднования дня рождения посёлка растянули самый большой Флаг России и поставили рекорд. Длина триколора составила два километра, ширина — 4,5 метра. Это рекорд в России на нынешний момент.

## Население
| 1959    | 1970    | 1979    | 1989    | 2002    | 2009    |
| ------- | ------- | ------- | ------- | ------- | ------- |
| 5347    | ↗9970   | ↗14 549 | ↗17 747 | ↘16 630 | ↘15 938 |
| 2010    | 2011    | 2012    | 2013    | 2014    | 2015    |
| ↘14 996 | ↘14 935 | ↘14 789 | ↘14 617 | ↘14 377 | ↘14 267 |
| 2016    | 2017    | 2021    |         |         |         |
| ↘14 215 | ↘14 135 | ↘13 554 |         |         |         |

## Образование
- 6 общеобразовательных школ.
- Школа искусств.
- Детская музыкальная школа.

## Транспорт

### Железнодорожный транспорт
Чунский находится на 141 км Восточно-Сибирской железной дороги. В посёлке расположена станция Чуна. Кроме неё, в городе имеется вагонное депо Чуна-ВЧД.
Пассажирское сообщение.
Прямое пассажирское сообщение поездами дальнего следования:
- в западном направлении с Москвой, Красноярском, Иркутском, Кисловодском, в летнее время с Адлером, Анапой, Новосибирском;
- в восточном направлении с Северобайкальском, Тындой, Усть-Илимском.

Пригородные поезда следуют до станций:
- в западном направлении: Тайшет;
- в восточном направлении: Вихоревка.

История.
Станция Чуна была основана в 1958 году, на момент сдачи в эксплуатацию Тайшето-Ленской железной дороги (ныне участок ВСЖД Тайшет (станция Тайшет) — Усть-Кут (станция Лена)).
До 1997 года станция Чуна являлась граничной между Братским отделением ВСЖД (НОД-4, Чуна — Лена) и Тайшетским отделением ВСЖД (Тайшет — Чуна).

### Воздушный транспорт
В 11 километрах к западу от посёлка расположен аэродром «Октябрьский» (индекс государственного аэродрома УИНО (UINO)), оборудованный бетонной взлётно-посадочной полосой. Находится в статусе посадочной площадки, используемой ФБУ «Авиалесоохрана». Аэропорт отсутствует. Пассажирское сообщение отсутствует.